# Oplosaurus
Genre
Espèce
Oplosaurus est un genre de dinosaures sauropodes du Crétacé inférieur retrouvé dans la formation géologique Wessex (en) de l'Île de Wight, en Angleterre. Il aurait fait environ 25 mètres de longueur.
L'espèce-type, Oplosaurus armatus, a été décrite par Paul Gervais en 1852. Elle est basée sur l'holotype BMNH R964, composé d'une dent fossilisée.
Membre des Macronaria, sa classification plus spécifique est difficile. Il est parfois associé au taxon poubelle Pelorosaurus. Il a aussi été associé aux Brachiosauridae, aux Camarasauridae et au Turiasaurus.

## Histoire
En 1852, le géologue Thomas Wright affirme avoir découvert la dent d'un grand reptile dans la formation géologique de Wealden Clay appartenant au faciès wealdien, près de la Brixton Bay de l'île de Wight. Wright présente la découverte à plusieurs experts, dont Richard Owen, David Forbes (en), George Robert Waterhouse, Samuel Pickworth Woodward et Gideon Mantell. Ce dernier souligne des similitudes avec les dents de Hylaeosaurus. Pas convaincu, Wright conclut que la dent appartient à un reptile carnivore.
Wright a également interrogé le paléontologue français Paul Gervais, qui a nommé l'espèce-type Oplosaurus armatus. Le nom générique réfère au grec hoplon (« armure »). En effet, on affirme généralement que d'après son analyse de l'holotype BMNH R964, Gervais aurait cru que le spécimen est un dinosaure possédant une armure, suivant la suggestion de Mantell que le genre est semblable à Hylaeosaurus. Cependant, Gervais aurait aussi pu comparer ce dernier au Mosasaurus, possédant les « armes » d'un carnivore. Dans ce cas, hoplon réfèrerait à « arme », ce qui créerait une redondance du nom spécifique, armatus signifiant « armure » en latin).
En 1888, Richard Lydekker suggère d'ajouter un os maxillaire (BMNH R751) au genre, mais l'idée n'est pas retenue. Lydekker tente également, sans plus de succès, de changer le nom en Hoplosaurus.
En 1909, Friedrich von Huene réfère le genre au Pelorosaurus.